# The Other Woman (1954)
The Other Woman (bra: Do Abismo do Ódio) é um filme noir estadunidense de 1954 escrito, dirigido e produzido por Hugo Haas. O filme é estrelado por Haas, Cleo Moore e John Qualen. Foi lançado em 2 de dezembro de 1954, pela 20th Century Fox.

## Enredo
Depois que a aspirante a atriz Shirley Stewart fez o teste para o diretor Walter Daman e não conseguiu o papel, ela decidiu chantageá-lo.
Shirley e seu namorado, Ronnie, traçaram um plano para drogar a bebida de Daman, mais tarde mentiram para ele que ele e Shirley haviam se aproximado e ameaçaram que fariam sexo a menos que Daman arranjasse US$ 50.000. contará à esposa.
Daman decide confrontar Shirley diretamente, mas se torna tão violento que a estrangula até a morte. Sua esposa, Lucille, escolheu um momento inoportuno para enfrentar a própria atriz e encontrou o corpo. Um policial duvida da verdade e a culpa de Daman acaba obrigando-o a confessar.

## Elenco
- Hugo Haas como Walter Darman
- Cleo Moore como Sherry Stewart
- Lance Fuller como Ronnie
- Lucille Barkley como Sra. Lucille Darman
- Jack Macy como Charles Lester
- John Qualen como Papasha
- Jan Arvan como Inspetor de policia Collins
- Karolee Kelly como Marion